# Hagnesta Hill
För villaområdet i Eskilstuna, se Hagnestahill.
Hagnesta Hill är det fjärde studioalbumet av den svenska rockgruppen Kent, utgivet den 6 december 1999 på RCA Victor/Sony BMG. Hagnesta Hill, som producerades av Zed, blev gruppens tredje albumetta på Sverigetopplistan. År 2000 släppte Kent även en engelskspråkig version av albumet, innehållande två låtar som inte återfinns på den svenskspråkiga motsvarigheten; "Quiet Heart" och "Just Like Money". Digipackversionen innehåller också ett dolt spår, "A Timekill to Die For".
Albumets första singel, "Musik non stop", släpptes den 15 november 1999 och nådde tredje plats i Sverige. Uppföljarsinglarna "En himmelsk drog" och "Kevlarsjäl" presterade aningen sämre på listorna. I oktober 2003 hade albumet sålt dubbel platina i Sverige.

## Bakgrund
Efter Isola (1997) ville gruppen gå i en ny musikalisk riktning, inspirerad av AC/DC och Lee Perry. Joakim Berg berättade att "Den här plattan är lite grann kontentan av det som spelades i turnébussen på förra turnén. Då spelades det faktiskt reggae och AC/DC. Vår inhyrda keyboardist och Peter Svensson under USA-turnén spelade massor av gammal AC/DC och det finns någons slags estetik i det." Idén till albumets namn fick man från Hagnestahill, det område i Eskilstuna där Kents första replokal låg. "Det finns en energi i de nya låtarna som jag känner igen från när vi började", har Berg sagt.

## Produktion
Hagnesta Hill spelades in vid Puk Studios i Gjerlev, Danmark samt vid Ljudhavet, City Recording Studio och Atlantis Studio i Stockholm. Producent var Zed, som också hade producerat gruppens föregående album Isola (1997).
Flickan på omslaget, som fotograferades av Jonas Linell, heter Frida Engström. 2014 rankade Gaffa skivomslaget som gruppens bästa.

## Mottagande
I en recension för Svenska Dagbladet skrev Karoline Eriksson att "Kents fjärde album kunde på något sätt inte ha varit annorlunda, och inte bättre". Både i Expressen och Göteborgs-Posten fick albumet näst högsta betyg, 4/5. Patrik Ekelöf på Dagensskiva.com gav betyget 8/10 till albumet och skrev "Trots 'dököttet' är Hagnesta Hill en av årets mest angelägna plattor". Även Allmusics skribent Dean Carlson betygsatte albumet 8/10. Av det finländska rockmagasinet Soundi fick albumet toppbetyg.

## Låtlista

### Svenska
Alla låtar är skrivna och komponerade av Joakim Berg; musiken till "Kungen är död" komponerad av Berg och Martin Sköld. 
| Nr  | Titel                       | Längd |
| --- | --------------------------- | ----- |
| 1.  | Kungen är död               | 4:14  |
| 2.  | Revolt III                  | 3:10  |
| 3.  | Musik non stop              | 4:34  |
| 4.  | Kevlarsjäl                  | 4:26  |
| 5.  | Ett tidsfördriv att dö för  | 4:34  |
| 6.  | Stoppa mig juni (Lilla ego) | 6:21  |
| 7.  | En himmelsk drog            | 4:03  |
| 8.  | Stanna hos mig              | 3:57  |
| 9.  | Cowboys                     | 5:49  |
| 10. | Beskyddaren                 | 4:45  |
| 11. | Berg & dalvana              | 4:48  |
| 12. | Insekter                    | 4:08  |
| 13. | Visslaren                   | 7:47  |

### Engelska
Alla låtar är skrivna och komponerade av Joakim Berg; musiken till "The King Is Dead" komponerad av Berg och Martin Sköld. 
| Nr  | Titel                     | Längd |
| --- | ------------------------- | ----- |
| 1.  | The King Is Dead          | 4:17  |
| 2.  | Revolt III                | 3:10  |
| 3.  | Music Non Stop            | 4:34  |
| 4.  | Kevlar Soul               | 4:29  |
| 5.  | Stop Me June (Little Ego) | 6:22  |
| 6.  | Heavenly Junkies          | 4:04  |
| 7.  | Stay with Me              | 3:58  |
| 8.  | Quiet Heart               | 5:25  |
| 9.  | Just Like Money           | 4:16  |
| 10. | Rollercoaster             | 4:54  |
| 11. | Protection                | 4:46  |
| 12. | Cowboys                   | 4:08  |
| 13. | Whistle Song              | 7:47  |
| 14. | A Timekill to Die For     | 4:37  |

## Medverkande
Kent
- Joakim Berg – sång, gitarr
- Sami Sirviö – sologitarr, keyboard
- Harri Mänty – kompgitarr, slagverk (8)
- Martin Sköld – bas, keyboard
- Markus Mustonen – trummor, piano, keyboard, bakgrundssång

Övriga musiker
- Peter Asplund – flygelhorn, trumpet
- Tony Bauer – altfiol
- Sven Berggren – trombon
- Jannika Gustafsson – fiol
- Joakim Milder – arrangemang (stråk- och blåsinstrument), dirigent
- Saara Nisonen-Öman – fiol
- Håkan Nyqvist – valthorn
- Kati Raitinen – cello
- Jörgen Wall – slagverk (8)

Produktion
- Per Lindholm – A&R
- Jonas Linell – fotografi
- George Marino – mastering
- Martin von Schmalensee – tekniker
- Helen Sköld – design
- Zed – producent, inspelning, ljudmix

Information från Discogs.

## Listplaceringar

### Svenska
| Lista (1999–2000)                   | Högsta placering |
| ----------------------------------- | ---------------- |
| Finland (Finlands officiella lista) | 6                |
| Norge (VG-lista)                    | 9                |
| Sverige (Sverigetopplistan)         | 1                |

### Engelska
| Lista (2000)                | Högsta placering |
| --------------------------- | ---------------- |
| Sverige (Sverigetopplistan) | 45               |

## Certifikat
| Land    | Certifikat |
| ------- | ---------- |
| Finland | Guld       |
| Sverige | Platina x2 |